# Jolly (sport)
Negli sport, un jolly è colui che è capace di giocare in diverse posizioni. Gli sport in cui il termine viene spesso utilizzato includono il calcio, il football americano, il baseball, il rugby a 15, il rugby a 13, il softball e la pallanuoto.
Il termine ha acquisito importanza in tutti gli sport grazie al suo utilizzo nel fantasport, anche se in realtà viene spesso utilizzato nel rugby a 15 e nel rugby a 13 dai commentatori per riconoscere la versatilità di un giocatore.
L'uso di questo termine per descrivere un giocatore può in alcune circostanze essere inteso come un insulto, poiché lascia intendere che il giocatore non sia abbastanza bravo da essere considerato uno specialista di una precisa posizione.

## Calcio
Nel calcio, come in altri sport, un jolly è colui che riesce a giocare nelle diverse posizioni sulle fasce.
Un buon esempio è il giocatore del Real Madrid Nacho Fernández, che è usato come difensore centrale, terzino destro e terzino sinistro, e che assunse un ruolo fondamentale per il successo di Zinedine Zidane come allenatore del Real Madrid dal 2016 al 2018. Il giocatore del Manchester United, Phil Jones, è stato usato sia come terzino destro che come difensore centrale, ma oltre a ricoprire ruoli difensivi ha fatto anche il centrocampista offensivo. Il difensore centrale danese Bjørn Paulsen è altrettanto abile sia come centrocampista centrale sia come attaccante, ruolo che assume soprattutto se la sua squadra è in svantaggio. L'ex della nazionale Bulgara e giocatore dello Sporting Lisbona, Ivaylo Yordanov, ha giocato in tutti e tre i ruoli di esterno. Anche l'ex della Scozia e capitano dei Rangers, Lee McCulloch, ha giocato in tutti i ruoli da esterno per la squadra. L'ex giocatore della nazionale Olandese e del Feyenoord, del PSV Eindhoven e del Milan, Ruud Gullit, ha giocato come difensore, centrocampista e attaccante, cambiando posizione anche all'interno della stessa partita per colmare le lacune causate dalle sostituzioni.
Forse un primissimo esempio di jolly (anche se risale a prima che il termine acquistasse popolarità) potrebbe essere il vincitore della Coppa del Mondo in Inghilterra del 1966 Martin Peters, che fece un gol indimenticabile in quella finale. Ha giocato in tutte le posizioni, anche brevemente come portiere, per il West Ham United. Un altro esempio è Crystal Dunn, che gioca in attacco per la squadra del suo club North Carolina Courage e come terzino nella nazionale. Dunn è anche noto per giocare a centrocampo.
Alcuni giocatori hanno anche sostituito competentemente dei portieri, ad esempio Phil Jagielka, Jan Koller (originariamente allenato come portiere prima di diventare attaccante) e Cosmin Moți . Mentre è invece raro vedere portieri giocare in campo; un esempio è David James per il Manchester City nel 2005 contro il Middlesbrough. Alcuni possono essere specialisti nei calci di rigore e nelle punizioni (Rogério Ceni, José Luis Chilavert e Jorge Campos), ma non avere un ruolo preciso in campo. John O'Shea, ex giocatore del Manchester United, è famoso per aver giocato nella sua carriera allo United, in tutte le posizioni.

## Baseball
Nel baseball, un jolly è un giocatore che può giocare in molte posizioni diverse. In generale, ogni squadra della Major League di Baseball ha almeno un giocatore che può essere usato come jolly.
La maggior parte dei team professionistici ha due tipi di jolly. I "jolly interni", che di solito giocano in tutte le posizioni interne (più occasionalmente come ricevitori). I jolly esterni, che tendono a giocare tutte e tre le posizioni di esterno in vari momenti. Occasionalmente possono esserci giocatori che rivestono entrambi i ruoli. I jolly tendono ad essere giocatori che stanno poco in panchina, anche se questa non è una regola fissa. Spesso, i giocatori che non hanno grandi prospettive di diventare delle star della lega, cercano di imparare più ruoli in modo che possano essere notati e chiamati dai grandi club della lega come "talenti da panchina" .
Nel 1991, Tony Phillips dei Detroit Tigers è stato il primo giocatore a iniziare dieci partite in cinque diverse posizioni nella stessa stagione. César Tovar, Cookie Rojas, Bert Campaneris, Shane Halter, Don Kelly, Jose Oquendo, Scott Sheldon, e Andrew Romine hanno tutti giocato in tutte le posizioni (incluso il lanciatore) durante le loro rispettive carriere, con Tovar, Camperanis, Halter, Sheldon e Romine che lo hanno fatto addirittura in una partita.
Luis Sojo è considerato il classico jolly moderno nel baseball, poiché è nato come interbase, ma poteva anche giocare in 3a base, 2a base, 1a base e persino come esterno sinistro. Si diceva che in situazioni di emergenza, potesse persino giocare come ricevitore.
Nel 2005 Chone Figgins ha giocato 48 partite in terza base, 45 come centrocampista e 36 in seconda base, e si è classificato 17° nel ballottaggio come miglior atleta di una squadra (MVP) dell'American League
Il giocatore di seconda base Ben Zobrist dei Chicago Cubs ha giocato in prima base, in terza, in seconda, come shortstop e come esterno; José Bautista dei Toronto Blue Jays ha giocato in prima base, seconda base, terza base e come esterno; e Josh Harrison dei Pittsburgh Pirates ha giocato in seconda base, in terza base, come shortstop, esterno e lanciatore. Zobrist e Bautista sono entrambi finiti nella top 10 delle votazioni MVP, iniziando almeno 40 partite in due diverse posizioni difensive.
Nel 2015, Brock Holt dei Boston Red Sox è stato il primo giocatore ad esser stato selezionato per l'All Star Game dopo aver iniziato in sette o più posizioni prima del break.
Willians Astudillo dei Minnesota Twins ha giocato in tutte le posizioni tranne che come shortstop nella sua breve carriera in campionato, nonostante abbia accumulato meno di una mezza stagione di esperienza.
Un terzo tipo di jolly si può trovare spesso nel baseball giovanile e, occasionalmente, nel baseball universitario - un giocatore abbastanza talentuoso sia come lanciatore che come giocatore di posizione tanto da poter assumere entrambi i ruoli. di solito per descrivere un tale giocatore non viene utilizzato il termine "jolly" ma "giocatore a doppio ruolo" ( da 'two-way player'). Due esempi recenti di giocatori di questo tipo nel baseball moderno del college sono AJ Reed e Brendan McKay, entrambi unanimemente considerati giocatori nazionali dell'anno mentre giocavano abitualmente in prima base ma cominciando come lanciatori — Reed nel 2014 con il Kentucky e McKay nel 2017 con il Louisville . Entrambi i giocatori vinceranno il John Olerud Award come migliori giocatori a doppio ruolo del college, con McKay che vincerà il premio tre volte (l'unico giocatore a vincere questo premio più di una volta). Alla fine Reed si è specializzato come giocatore di prima base, mentre McKay sta attualmente continuando a crescere come giocatore a doppio ruolo nei campionati minori.
e' raro che un giocatore possa avere il talento per giocare in entrambe le posizioni nei massimi livelli del professionismo. Babe Ruth, ad esempio, ha iniziato la sua carriera come lanciatore, ma si è rivelato un battitore così forte che si è alternato brevemente nei due ruoli fino a specializzarsi poi come battitore. Un esempio attuale di chi ci è riuscito è Shohei Ohtani, che nel 2016 ha realizzato la Best Nine della Pacific League del Giappone sia come lanciatore che come battitore, e in più lui è un battitore designato/lanciatore di partenza per i Los Angeles Angels .

## Pallacanestro
Il termine "jolly" è usato raramente nel basket al di fuori dei campionati di fantabasket. Sono più usati invece i termini tweener e swingman per riferirsi a un giocatore che può giocare due o tre posizioni diverse, con termini più specifici come guardia tiratrice e centro.

## Football americano
Nel football americano, il jolly è spesso in grado di giocare in più posizioni e spesso può giocare sia in attacco che in difesa. Il concetto era molto più diffuso agli inizi del football americano, quando le squadre professioniste usavano i loro migliori atleti in tutti i modi possibili e le sostituzioni erano molto più limitate, il che significava che i giocatori dovevano rimanere in campo per attaccare, difendere e ricoprire il ruolo di "special teams" (letteralmente 'squadre speciali'). Questo appena descritto era conosciuto come il sistema a un plotone. 

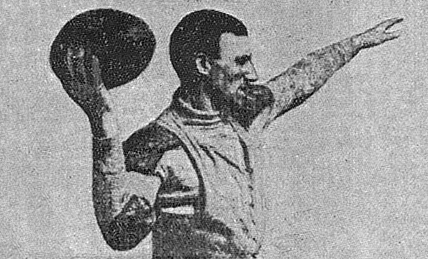
Foto del 1907 di Bradbury Robinson, mentre lancia il primo passaggio in avanti approvato e con cui prese forma la prima "tripla minaccia" di questo sport

L' "uomo a tripla minaccia", che poteva correre, passare e calciare, divenne particolarmente popolare nei primi giorni del football americano dal momento in cui il passaggio in avanti fu inventato ai tempi della Seconda Guerra Mondiale (vedi, ad esempio, Bradbury Robinson, Tommy Hughitt, Sammy Baugh e, durante gli anni del college, Johnny Unitas). A molti livelli del football americano vennero ridotte le restrizioni per le sostituzioni durante il post-Seconda Guerra Mondiale alla fine degli anni '40, a partire dal "plotone" (uso di diverse unità offensive e difensive) e alla fine passando ad un sistema con sostituzioni senza limiti. Chuck Bednarik, un centro e linebacker, è stato l'ultimo giocatore a doppio ruolo a tempo pieno nella NFL, ritirandosi poi nel 1962. Nonostante ciò, l'American Football League degli anni '60 usava spesso giocatori in più posizioni, in particolare i kicker e i punter (ad es George Blanda, Paul Maguire, Cookie Gilchrist, Gino Cappelletti e Gene Mingo, un running back che è diventato il primo placekicker nero del football americano professionistico moderno, tra le altre cose). A causa della maggiore consapevolezza del rischio di infortunio, a partire dalla fusione AFL-NFL questi tipi di giocatori sono sempre più rari, e i veri jolly di solito finiscono per specializzarsi in una posizione (ad esempio, Lane Johnson ha giocato quarterback, tight end, defensive end e offensive tackle quando stava al college ma venne preso specificatamente come offensive tackle quando passò alla NFL, e Lorenzo Alexander, che si guadagnò la reputazione di "one-man gang" (letteralmente "banda composta da un solo uomo") per la sua capacità di ricoprire più posizioni, si era stabilito come linebacker per gran parte della sua carriera nella NFL). Quelli che svolgono più posizioni per un periodo di tempo prolungato sono coloro che vengono chiamati "backup" (ad es Guido Merkens e Brad Smith ) o giocatori della lega minore (es Don Jonas, Eric Crouch e Charles Puleri ). È ancora molto comune nelle scuole superiori inferiori vedere i migliori giocatori coprire due o addirittura tre zone del campo (attacco, difesa e special teams), in più posizioni, ma all'università e nel professionismo, dove la lista di nomi si allarga e l'insieme dei talenti è più elitario, il rischio di lesioni svolgendo più ruoli supera i potenziali benefici.
Nella National Football League, Bill Belichick dei New England Patriots utilizza frequentemente il jolly. Belichick ha utilizzato i suoi linebacker, tra cui Bryan Cox e Mike Vrabel, come H-backer in attacco, e ha anche fatto ricoprire ai suoi ricevitori di distanza (ad esempio Troy Brown e Randy Moss) i ruoli di cornerback e safety. Anche il difensore degli Houston Texans, J. J. Watt, è stato utilizzato in più posizioni. Ha infatti giocato come attaccante al liceo prima di diventare un difensore a tempo pieno. Allo stesso modo il difensore dei Buffalo Bills, Kyle Williams, ha giocato con discrezione in attacco negli ultimi due anni della sua carriera, ricevendo, correndo per fare touchdown e facendo blocchi. William "The Refrigerator" Perry, un difensore dei Chicago Bears, come molti sanno ha giocato come attaccante per segnare un touchdown nel Super Bowl XX.
Possiamo trovare il jolly anche in alcune tattiche del football americano tra le quali la "tackle eligible" e l' "halfback option play", in cui un running back svolge i compiti di passaggio di un quarterback. Walter Payton, LaDanian Tomlinson e, più recentemente, Ronnie Brown hanno utilizzate queste tattiche più volte portando alla creazione di un vero e proprio schema offensivo . Si noti che in genere un giocatore che gioca in una posizione regolare come ad esempio chi fa parte dei special teams, di solito non è considerato un jolly, così come i ricevitori che svolgono sia il ruolo del running back che del wide receiver come Reggie Bush; solo quelli che giocano due distinte posizioni offensive e/o difensive sono considerati tali.
L ' "offensive weapon" (nota anche come OW) è un giocatore offensivo che può giocare in diverse posizioni di attacco. Il ruolo OW contiene, ma non è limitato solo a questi, tutti i giocatori che possono giocare come quarterback, running back, tight end e wide receiver. Kordell Stewart è stato il primo giocatore ad essere utilizzato in questo ruolo negli anni '90, ruolo che è però diventato popolare solo nei primi anni del 2010. L'OW Denard Robinson dei Jacksonville Jaguars è stato il primo ad essere ufficialmente un OW. Altri esempi attuali di questa posizione includono il quarterback degli Houston Texans Joe Webb e il quarterback dei New Orleans Saints Taysom Hill. Webb ha anche giocato come wide receiver durante la sua carriera, mentre Hill si è schierato in quasi tutte le posizioni offensive.
Ad eccezione dell'ormai defunta NFL Europe, quasi tutti i campionati di football americano europeo hanno giocatori che giocano in attacco, in difesa e negli special teams.

## Hockey su ghiaccio
Nell'hockey su ghiaccio, è comune per i centri e le ali giocare in entrambe le posizioni in determinate situazioni. A seconda delle necessità, una squadra può usare un giocatore che normalmente è un centro sull'ala se ci sono troppi centri o, al contrario, un'ala può stringere verso l'interno per giocare al centro a causa della mancanza di giocatori adatti in quella zona. A causa della frequenza degli attaccanti che giocano entrambe le posizioni, il termine jolly tende a riferirsi non a un giocatore che gioca in più di una posizione d'attacco, ma a un giocatore che può giocare sia in difesa che in attacco. Le squadre possono usare un difensore come attaccante, o viceversa, per una serie di motivi.
A volte, un difensore che in partita lotta ai lati della difesa ma possiede forti qualità offensive, può essere utilizzato come ala. Marc-Andre Bergeron e Kurtis Foster, per esempio, hanno dimostrato di essere buoni difensori offensivi che lottano per difendere la propria zona. Grazie a queste qualità, le loro rispettive squadre li spostano in attacco per continuare a sfruttare le loro abilità offensive quando si trovano in situazioni di vantaggio numerico come durante un powerplay. mentre schierano la formazione standard a sei difensori quando in parità.
Quando ci sono più difensori, uno di questi può anche essere usato come attaccante in situazioni di emergenza, ad esempio nei casi in cui una squadra ha tanti attaccanti infortunati e non ha il tempo di convocare un giocatore sostitutivo da una Vivaio.
Oltre a Bergeron e Foster, altri importanti difensori che ad un certo punto della loro carriera hanno giocato come attaccanti sono Phil Housley, Brent Burns, Mark Streit, Christoph Schubert, Ian White e Chris Campoli . Invece tra gli attaccanti che hanno giocato a difesa ricordiamo Sergei Fedorov, Mathieu Dandenault, Brooks Laich e Sami Kapanen .
In alcuni casi un giocatore può passare definitivamente da una posizione all'altra e avere successo. Red Kelly, Hall of Famer dell'hockey, ha trascorso la prima metà della sua carriera come difensore offensivo per i Detroit Red Wings prima di finire la sua carriera come forte centro per i Toronto Maple Leafs. Wendel Clark è stato un difensore stellare nelle giovanili prima di convertirsi in ala sinistra e segnare oltre 300 goal e 500 punti in 15 stagioni NHL. (Alcune squadre di hockey giovanile hanno la tendenza a mettere i loro migliori giocatori offensivi a difesa anziché in attacco, questo perché regolarmente i difensori stanno più tempo in campo. ) Dustin Byfuglien è un esempio attuale di un giocatore che ha fatto il passaggio da attaccante a difensore a tempo pieno. Jonathan Ericsson dei Detroit Red Wings è un altro esempio di giocatore che si è convertito dall'attacco alla difesa.
È estremamente raro che i portieri giochino in una posizione diversa dalla loro; allo stesso modo, è altrettanto raro che i giocatori in campo si adattino in porta, a causa della differenza significativa nelle abilità e nelle attrezzature necessarie per la posizione.

## Rugby a 13
Nel rugby a 13 la visione del jolly è leggermente diversa e più ampia, poiché in questo sport i giocatori che vengono definiti con questo nome non giocano solo in difesa (o in attacco), ma hanno più ruoli simili all'interno della stessa posizione (come ad esempio halfback/hooker). Lance Hohaia ne è un ottimo esempio avendo giocato nella sua carriera nella NRL in sei posizioni differenti.

## Rugby a 15
Il termine jolly è molto utilizzato in Nuova Zelanda. Nel rugby a 15, si presta ad essere molto utile. È principalmente un difensore che può coprire almeno due posizioni. Esempi famosi in Nuova Zelanda sono Daniel Bowden, Luke McAlister e Cory Jane, ma anche l'Australia ha molti jolly difensivi come Adam Ashley-Cooper, Kurtley Beale e Matt Giteau. Un esempio sudafricano è François Steyn. Esempi di jolly difensivi inglesi invece sono Austin Healey, che ha giocato per l'Inghilterra come mediano di mischia, mediano di apertura, tre quarti ala e estremo, e Mike Catt, che si è limitato a mediano di apertura, tre quarti centro e estremo.
Nonostante ciò, ci sono attaccanti che sono in grado di coprire più posizioni. Molti giocatori nella fila posteriore della mischia (terza ala e terza linea centro) si alternano spesso tra le due posizioni.

## Fantasport
Nel fantabaseball e nel fantabasket, un jolly è un giocatore (in particolare un battitore nel baseball) che accumula statistiche senza però ricoprire una posizione in particolare. Il battitore può giocare in qualsiasi posizione; ma in realtà non per forza deve essere un jolly.